# Întunecare (film)
Întunecare este un film românesc din 1986 regizat de Alexandru Tatos.:p. 19 Rolurile principale au fost interpretate de actorii Ion Caramitru, George Constantin, Remus Mărgineanu și Tania Filip. Scenariul, scris de Petre Sălcudeanu, este inspirat din romanul omonim al lui Cezar Petrescu.:pp. 84-85

## Distribuție
- Ion Caramitru — avocatul Radu Comșa
- George Constantin — avocatul Alexandru Vardaru, deputat, viitor ministru
- Remus Mărgineanu — învățătorul anarhist Ioan Mogrea, prietenul lui Comșa
- Tania Filip — Luminița Vardaru, fiica deputatului și logodnica lui Comșa
- Emilia Dobrin — medicul Maria Probotă (menționată Emilia Dobrin-Besoiu)
- Vladimir Găitan — prof. Virgil Probotă, prietenul lui Comșa
- Dan Condurache — poetul Dan Scheianu, fostul coleg de școală al lui Comșa
- Florin Zamfirescu — vânzătorul de ziare
- Claudiu Stănescu — Mihai Vardaru, nepotul deputatului
- Valentin Voicilă — soldatul Bocăneț, care participă la reuniunile militarilor
- Ioana Pavelescu — Zoe Vezbianu, amanta lui Comșa
- Doina Tamaș — Laura Vardaru, mama lui Mihai și cumnata deputatului
- Minodora Condur — femeia fardată
- Mariana Baboi — Catrinel, țărăncuța iubită de Radu Comșa
- Raluca Zamfirescu — coana Tincuța, mama Mariei Probotă
- Maria Teslaru — Anica, sora lui Comșa
- Diana Gheorghian
- Dan Ciobanu
- Ana-Maria Moculescu
- Nicolae Albani — afaceristul Brânzovenescu
- Dan Antoci — sergentul Mitriță, ibovnicul Anicăi
- Virgil Flonda — învățătorul din satul natal al lui Comșa
- Liviu Manoliu
- Teodor Danetti — prof. Alcibiade Gâțu, gazda lui Scheianu
- Ileana Codarcea — soția lui Mogrea
- Adi Carauleanu — patriotul român Sachelarie
- Boris Petroff — afaceristul german Carol Mayer
- Liviu Manolache

## Producție
Scenariul a fost scris de Petre Sălcudeanu:p. 307 și verificat pentru conformitate de conf.univ.dr. Eugen Simion pe post de consilier literar.:p. 93 Ideile regizorului cu privire la film au fost expuse într-o însemnare de jurnal din 17 martie 1984: „Radu Comșa trăiește în spital un examen al propriei vieți și conștiințe. După ce a trăit o viață ușoară, cu evidente apetituri ariviste, războiul răstoarnă în el totul: își face iluzia că ar putea să schimbe lumea. Renunță singur la viața dinainte, reneagă totul, în ideea unui «bine» general, vag, ceea ce-l duce la însingurare, la dramă. Lumea nu se poate schimba! Această idee trebuie să fie concluzia filmului. Iar conflictul principal: Comșa - lumea înconjurătoare. De la aceste premise cred că trebuie să duc mai departe materia filmului”. Într-un miniinterviu publicat în august 1985 în revista Cinema, cineastul își afirma dorința de a crea o operă de sine stătătoare, care să extragă din carte idei, situații și personaje și să le retopească pe plan cinematografic, păstrând doar spiritul operei literare.:p. 92
Realizarea filmului a fost dificilă după cum își nota Alexandru Tatos în Pagini de jurnal (editat postum, în 1994, de soția sa, Liana Molnar-Tatos). Filmările au avut loc în vara și toamna anului 1985 și au durat aproape trei luni, prima secvență fiind filmată la 1 iulie 1985, la Eforie Nord. După o lună de filmări, la începutul lunii august, Tatos nota: „Filmările înaintează greu. Pot să afirm că este cel mai greu film pe care l-am făcut. Greu din toate punctele de vedere”. Interpretul principal Ion Caramitru a afirmat că rolul său din Întunecare a fost, din punctul de vedere al consumului energetic, cel mai greu rol pe care l-a jucat în întreaga sa carieră. Machiajul ce reconstituia arsura de pe jumătate de față a personajului a fost realizat după o deplasare de câteva zile în scop de documentare la studiourile de la Moscova și a trebuit să fie purtat de actor timp de două luni. Realizarea secvenței în care Radu Comșa apare înecat pe fundul apei a fost foarte dificilă, necesitând filmări subacvatice efectuate în largul Mării Negre ce au pus în pericol viața actorului. Ion Caramitru a fost legat cu niște centuri de plumb și a fost cât pe ce să moară înecat atât din cauza dificultății de folosire a aparatului de respirat, cât și a apei reci ce-i putea provoca hipotermie.
Filmul a fost realizat pe o peliculă color (2560 de metri).:p. 93
Lansarea filmului a fost tergiversată o perioadă din cauza obiecțiilor formulate de responsabilii cu cenzura politică. Mihai Dulea, vicepreședintele Consiliului Culturii și Educației Socialiste, i-a reproșat regizorului că filmul este prea „întunecat” și nu are nici o rază de speranță, că nu se vede eroismul armatei într-un război benefic pentru România și că nu este reflectat rolul pozitiv al mișcării socialiste. Tatos își exprima în însemnările sale deznădejdea în fața luptei surde cu un sistem opac: „Deznodământul e pe cale să-mi dărâme tot ce-am muncit atâta vreme. (...) Las la o parte stupizenia acestor obiecții, dar ele neagă filmul. Desigur că argumentele mele sunt limpezi, că știu să apăr ce-am făcut, dar mi-e teamă că voi duce un dialog surd. Momentul este, în general, fără precedent, teroarea s-a abătut asupra culturii, așa că nimeni nu mai stă să te asculte, toți se țin de scaun. Trebuie să mă pregătesc pentru un război rece de luni de zile. (...). Totul se năruie.” (28 decembrie 1985):p. 325 Au avut loc mai multe discuții timp de șase luni, prima avanpremieră având loc la Botoșani la 19 mai 1986, iar apoi la București și Zalău.:p. 326 Premiera oficială a filmului a avut loc la 9 iunie 1986 la cinematograful Scala din București.:p. 93:p. 325

## Premii
Filmul Întunecare a obținut în 1986 două premii ACIN: premiul pentru interpretare masculină (Dan Condurache, pentru rolurile lt. Victor Popescu din Bătălia din umbră și Dan Scheianu din Întunecare, ex-aequo cu Valentin Uritescu, pentru rolurile Sergentul Șaptefrați din Noi, cei din linia întîi și Gică Hau-Hau din Domnișoara Aurica) și premiul pentru coloană sonoră (Tiberiu Borcoman).:p. 93

## Aprecieri critice
Aprecierile critice la adresa filmului au fost în mare parte pozitive. Actorul Ion Caramitru îl considera „filmul unui cineast cu o gândire profund cinematografică și cu o știință a detaliului cinematografic, pe cât de mare, pe atât de rafinată”, realizat de „un regizor de foarte mare acuratețe, un intelectual autentic, cu capacitate de sinteză cinematografică formidabilă, (...) acuratețe și stil”. Ecranizarea valorifică vizual drama generației pierdute după Primul Război Mondial, alternând planurile temporale printr-un montaj de tip puzzle ce evidențiază deruta personajului principal. Cineastul nu face apologia eroismului, ci dimpotrivă arată anormalitatea războiului prin imaginea simbolică a bombardării cimitirelor și a căderii combatanților peste osemintele dezgropate de explozii. Drama interioară (căderea psihologică urmată de criza de identitate) a lui Radu Comșa este descrisă cu minuțiozitate și subtilitate, iar portretele cinematografice sunt viguroase și necaricaturizate.:pp. 86-88

## Veziși
- Listă de filme românești despre Primul Război Mondial